# Pleuronectes
Genre
Pleuronectes est un genre de poissons osseux de la famille des Pleuronectidae.
Comme tous les poissons de cette famille, les poissons du genre Pleuronectes possèdent un corps aplati asymétrique et leurs yeux sont sur un même côté du corps.

## Liste des espèces
Selon FishBase (14 fev. 2016) et World Register of Marine Species (14 fev. 2016) :
- Pleuronectes platessa Linnaeus, 1758 - plie carrelet, plie commune
- Pleuronectes putnami (Gill, 1864)
- Pleuronectes quadrituberculatus (Pallas, 1814) - plie d'Alaska